# Gare de Basècles
Ne doit pas être confondu avec Gare de Basècles-Carrières.
La gare de Basècles, dite aussi Basècles (faubourg), est une gare ferroviaire belge, fermée, de la ligne 86, de De Pinte à Basècles-Carrières, située à Basècles, section de la commune de Belœil dans la province de Hainaut en région wallonne.

## Situation ferroviaire
Établie à 42 mètres d'altitude, la gare de Basècles est située au point kilométrique (PK) 57,1 de la ligne 86, de De Pinte à Basècles-Carrières, entre la halte de Thumaide et la gare de Basècles-Carrières.

## Histoire
La station de Basècles est mise en service le 20 février 1861 par la Compagnie du chemin de fer Hainaut et Flandres.
Le bâtiment de 1861, qui apparaît similaire à celui de la première gare de Renaix, est transformé en habitation pour le chef de gare lorsqu'une deuxième construction, à l'usage des voyageurs, est réalisée en 1887.
L'usine d'engrais « Établissements Battaille frères » (actuellement Basècles Logistique) se trouve à proximité immédiate de la gare et fut un client important du chemin de fer ; elle possédait aussi un raccordement vers le canal Nimy-Blaton-Péronnes.
La gare de Basècles est fermée au service des voyageurs le 3 juin 1984. En 1985, la ligne 86 ferma à tous trafics entre Basècles et Leuze ; la section entre Basècles et Basècles-Carrières (sur la ligne 78) ferma finalement en 1992.

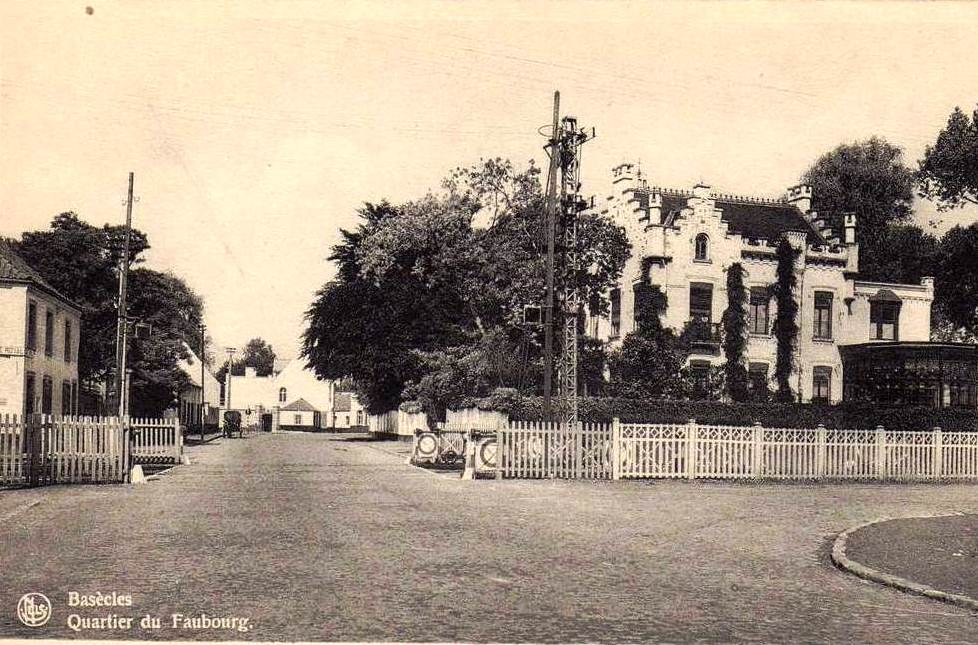
Passage à niveau de la gare durant le XXe siècle. Le château Battaille, à droite, a depuis disparu.

## Patrimoine ferroviaire
Le bâtiment voyageurs est détruit en 1979 et la ligne est devenue une voie verte (RAVeL).